# Тростянецькі джерела
Тростяне́цькі джере́ла — гідрологічна пам'ятка природи місцевого значення в Україні.

## Розташування
Розташовані на західній околиці села Тростянець Тернопільського району Тернопільської області.

## Пам'ятка
Джерела оголошені об'єктом природно-заповідного фонду рішенням Тернопільської обласної ради від 18 березня 1994. Початкова назва — «Тростянецькі джерела зі ставком», офіційно перейменовані рішенням № 75 другої сесії Тернопільської обласної ради шостого скликання від 10 лютого 2016 року.
Перебувають у віданні Тростянецької сільради.
Площа — 3 га.
Під охороною — джерела підземних вод, що живлять ставок. Мають науково-пізнавальну, естетичну та оздоровчу цінність.